# ヤマアラシ属
ヤマアラシ属（ヤマアラシぞく、Hystrix〈ヒストリクス〉）は、旧世界（アフリカ大陸とユーラシア大陸）で独自に進化したげっ歯類で編成される、いわゆる旧世界ヤマアラシの仲間。1758年に分類学の父ともよばれるカール・フォン・リンネが設立。ヤマアラシ科の下位に位置する階級。

## ヤマアラシ属を編成する種

### 現生種
ヤマアラシ属の現生種は、下記に示す3つの亜属に分類された8つの種で編成されている。

#### 亜属：Hystrix

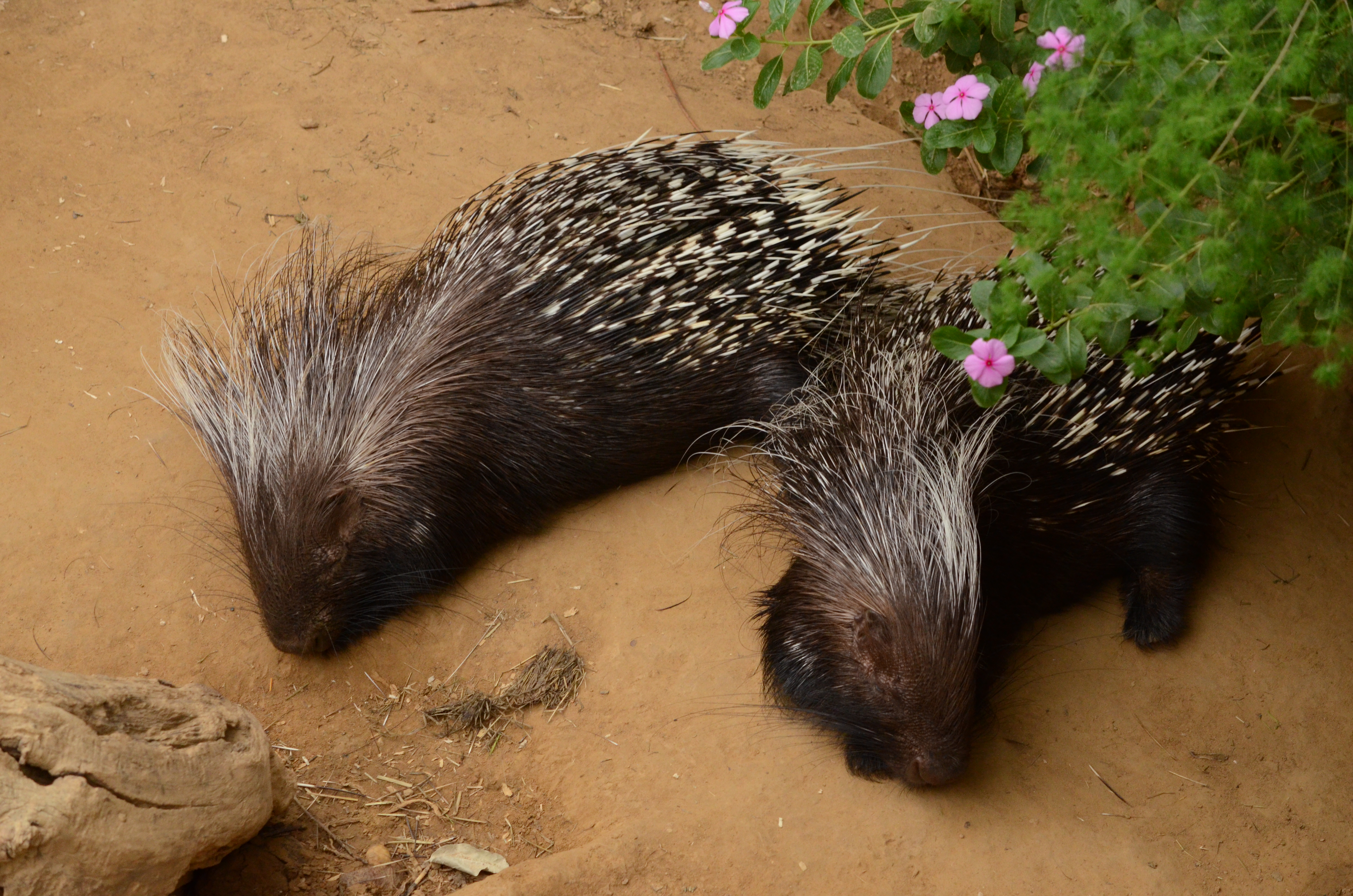
ケープタテガミヤマアラシ
H. africaeaustralis Peters, 1852

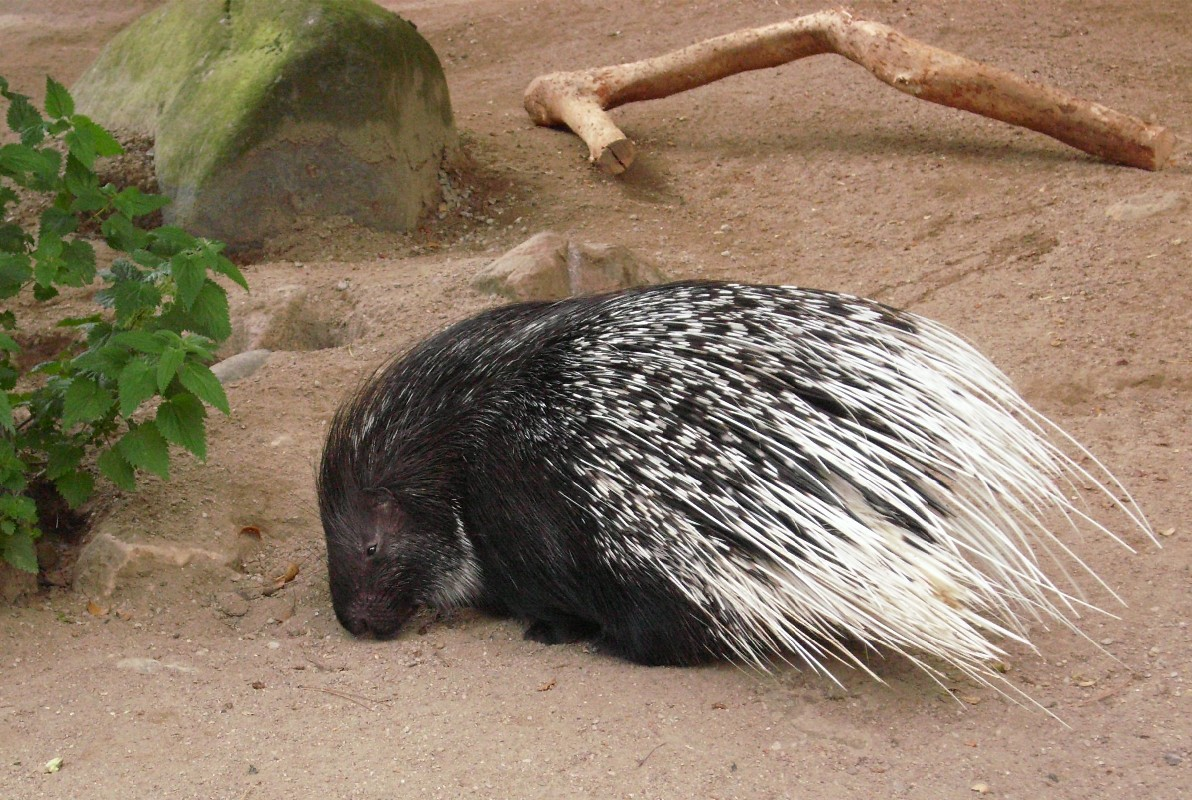
タテガミヤマアラシ
H. cristata Linnaeus, 1758

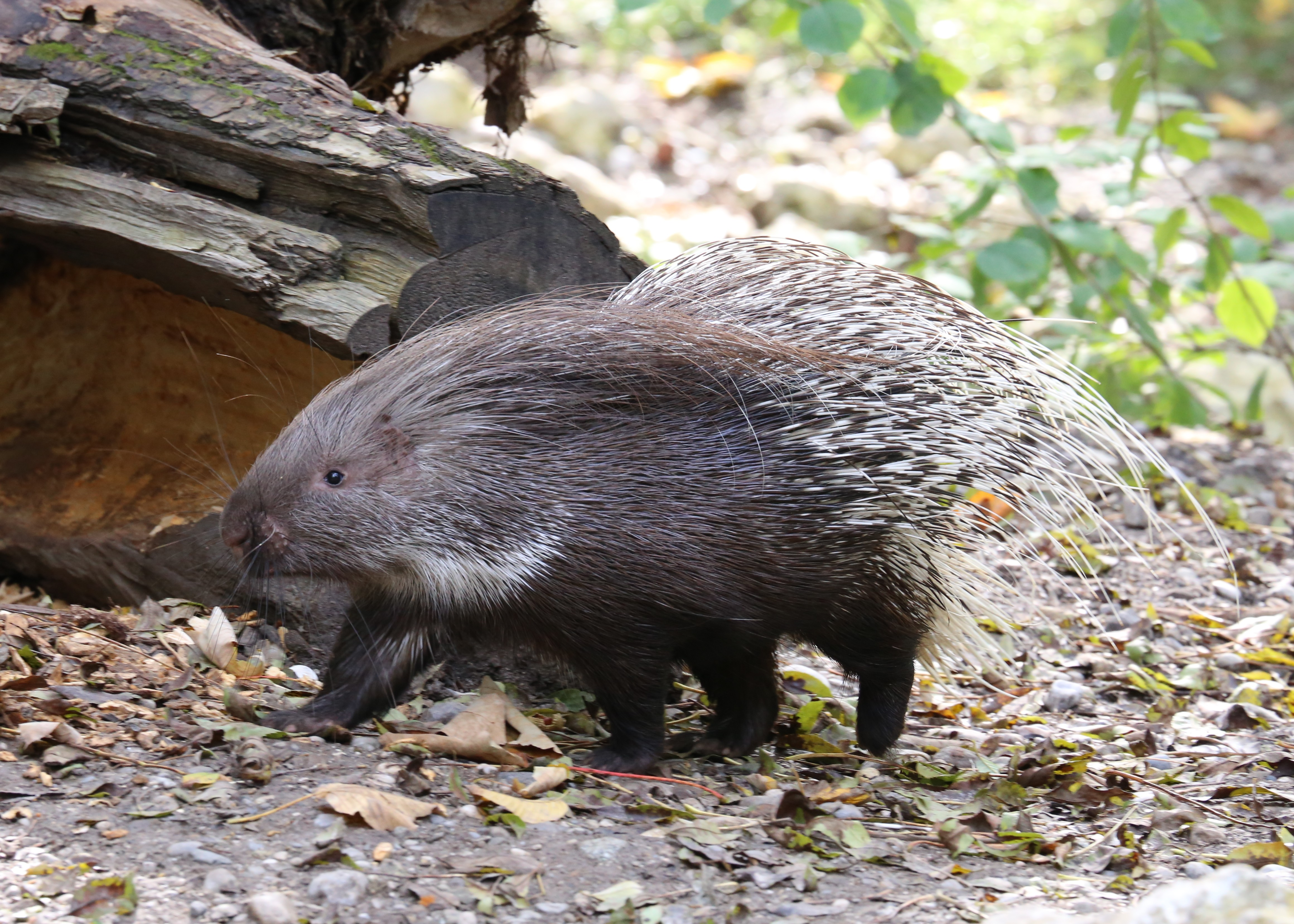
インドタテガミヤマアラシ
H. indica Kerr, 1792

学名：Hystrix Linnaeus, 1758
Hystrix (Hystrix) は、ヤマアラシ属のタイプ種を含む原名亜属。およそアフリカ大陸の大部分と西アジア、南アジア、中央アジア、イタリア、中国に分布。
‍
ケープタテガミヤマアラシ
学名：Hystrix (Hystrix) africaeaustralis Peters, 1852

ケープタテガミヤマアラシは、ウガンダ、エスワティニ、ケニア、コンゴ共和国、コンゴ民主共和国、ザンビア、ジンバブエ、タンザニア、ナミビア、ブルンジ、ボツワナ、マラウイ、南アフリカ、モザンビーク、ルワンダ、レソトの在来種。種小名の africaeaustralis（アフリカエアウストラリス）は、1852年のヴィルヘルム・ペータースによる命名。
‍
海抜から標高2,000メートル超までに見つかる。南部アフリカにみられる植生タイプのほとんどの環境で見つかる。一般に森林にはおらず、わずかに見つかるだけである。ナミブ砂漠（ナミビア）の沿岸部にいた記録がある。日中の隠れ家は、岩の裂け目、洞穴、放棄されたツチブタの巣穴、もしくは地面に空いた穴など。しばしば穴は必要に応じて作り直されるが、東アフリカでは自分たちの巣穴を掘ることもある。夜行性で縄張り意識が強く、大半は単独で採餌するが、折々2〜3匹で採餌しているのを見つけられる。つがいは一夫一婦制であり、成体のペアか、成体のペアとその子供たちによる群れか、成体のオスと生まれて間もない子供からなる群れのいずれかで生活する。93〜94日の妊娠期間を経て、1〜3匹の子供が生まれる。出産は年に1回である。
‍
タテガミヤマアラシ
学名：Hystrix (Hystrix) cristata Linnaeus, 1758

タテガミヤマアラシは、ヤマアラシ属のタイプ種。アルジェリア、アンゴラ、イタリア、ウガンダ、エチオピア、エリトリア、ガーナ、カメルーン、ガンビア、ギニアビサウ、ケニア、コートジボワール、シエラレオネ、スーダン、セネガル、ソマリア、タンザニア、チャド、チュニジア、トーゴ、ナイジェリア、ニジェール、ブルキナファソ、ベナン、マリ、モロッコ、モーリタニア、リビア、リベリア、ルワンダの在来種。おそらくエジプトでは絶滅。種小名の cristata（クリスタタ）は、1758年のカール・フォン・リンネによる命名。
‍
モロッコのアンティアトラス山脈では海抜から最大標高2,550メートルを記録して見つかっている。地中海沿岸では、乾燥した低木地帯、マッキア低木地帯、放棄された農地、ステップ、森林、乾燥した岩場に生息する。西アフリカでは、サバンナの木立や森林の両方で見つかる。棲みか（）は深い巣穴か洞穴である。食餌は根菜や塊茎（栽培された作物を含む）、樹皮、落果からなる。おもに夜行性の動物であり、棲みかの中で生活し繁殖する。単独で採餌を行い、食物を求めて長距離移動することが知られている。
‍
インドタテガミヤマアラシ
学名：Hystrix (Hystrix) indica Kerr, 1792

インドタテガミヤマアラシは、アゼルバイジャン、アフガニスタン、アルメニア、イエメン、イスラエル、イラク、イラン、インド、カザフスタン、サウジアラビア、ジョージア、シリア、スリランカ、中国、トルクメニスタン、トルコ、ネパール、パキスタン、ヨルダンの在来種。種小名の indica（インディカ）は、1792年のロバート・カーによる命名。
‍
ヒマラヤ山脈では標高2,400メートルまでに生息する。寛容性があり、岩だらけの丘腹や熱帯・温帯の低木地帯、草原、森林、耕作放棄地、プランテーション、庭園と、幅広い生息地をもつ。
‍

#### 亜属：Acanthion

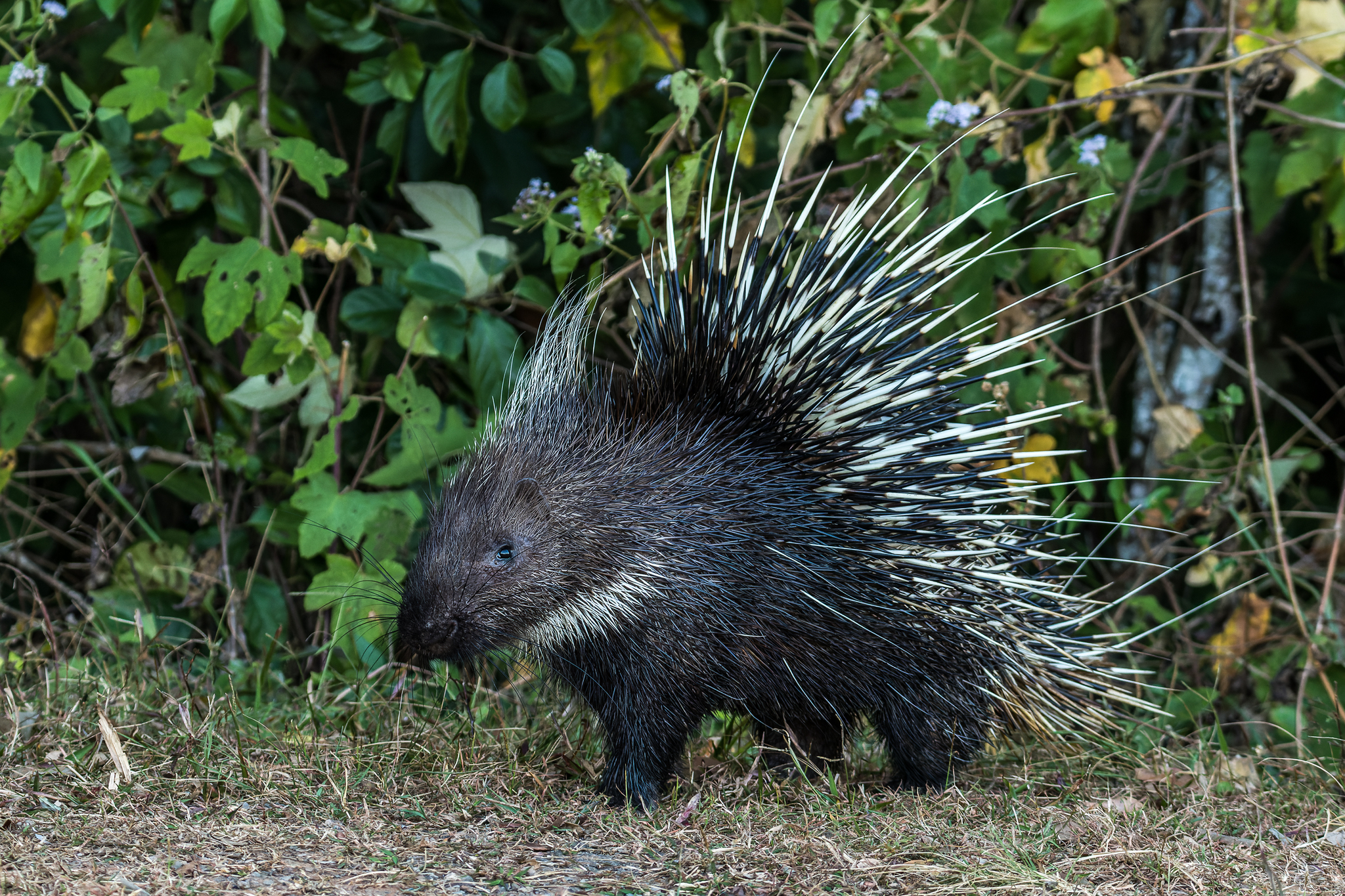
マレーヤマアラシ
H. brachyura (Linnaeus, 1758)

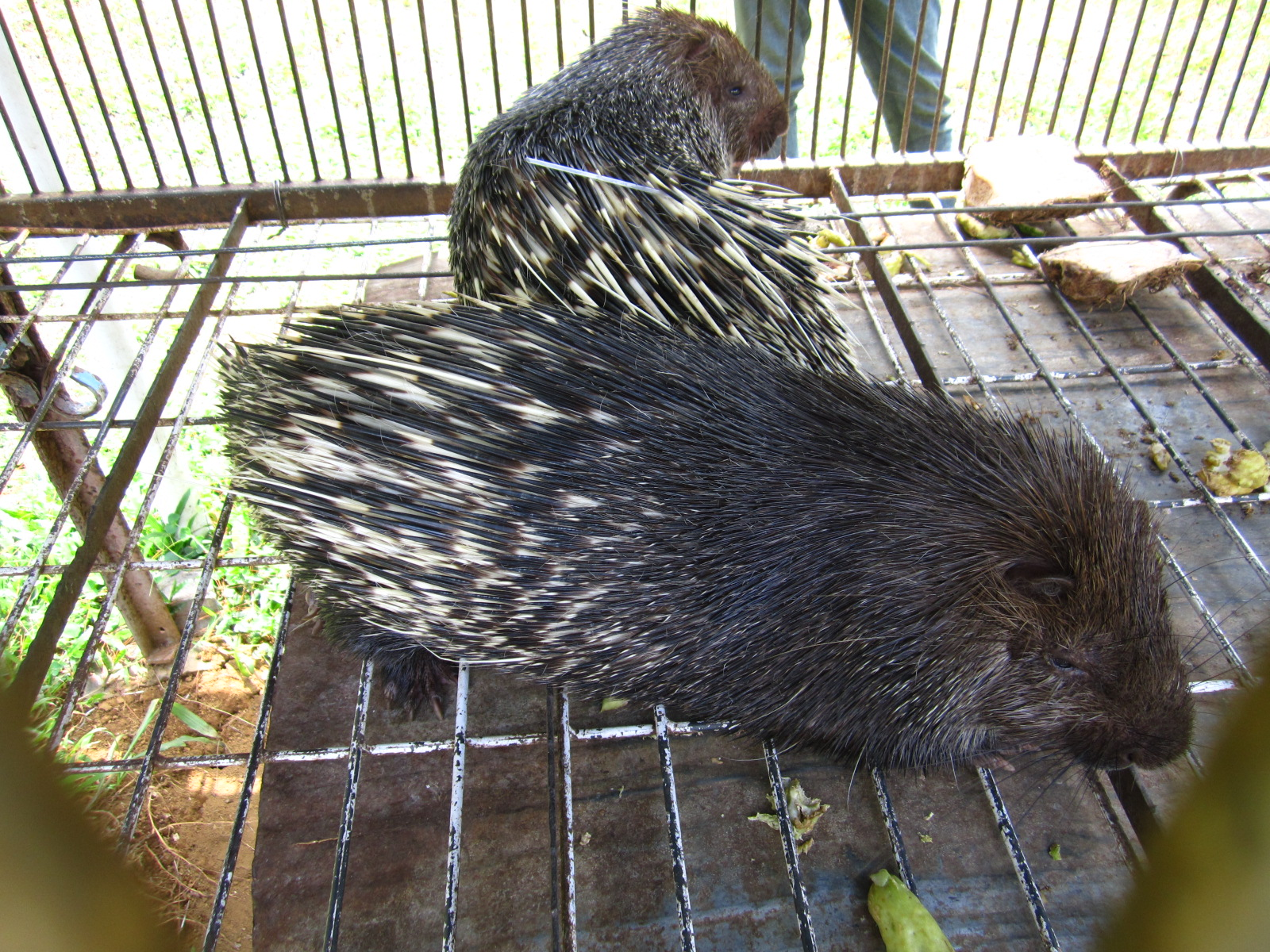
ジャワヤマアラシ
H. javanica (F. Cuvier, 1823)

学名：Acanthion F. Cuvier, 1823
Hystrix (Acanthion) は、アジアに分布するヤマアラシ属。亜属名の Acanthion（アカンティオン）は、1823年のフレデリック・キュヴィエによる命名。
‍
マレーヤマアラシ
学名：Hystrix (Acanthion) brachyura (Linnaeus, 1758)

マレーヤマアラシは、インド、インドネシア、タイ、中国、ネパール、バングラデシュ、ベトナム、マレーシア、ミャンマー、ラオスの在来種。種小名の brachyura（ブラキウラ）は、1758年のカール・フォン・リンネによる命名。
‍
海抜から標高1,300メートルまでに見つけられる。様々な森林の生息地と、森林に近く低木の茂る視界の開けた区域で見つけられる。農耕区域でも見つけられるが、岩石の露頭か、または棲みかを作ったり巣穴を掘ったりできる別の区域が必要である。巣穴は一般に家族のものである。約110日間の妊娠期間を経て、2〜3匹の子供が生まれる。毎年2匹の同腹子数で生まれることが見込まれている。
‍
ジャワヤマアラシ
学名：Hystrix (Acanthion) javanica (F. Cuvier, 1823)

ジャワヤマアラシは、インドネシアの固有種。種小名の javanica（ヤワニカ）は、1823年のフレデリック・キュヴィエによる命名。
‍
おもに低地、次いで荒廃した生息地で見つかる。
‍

#### 亜属：Thecurus

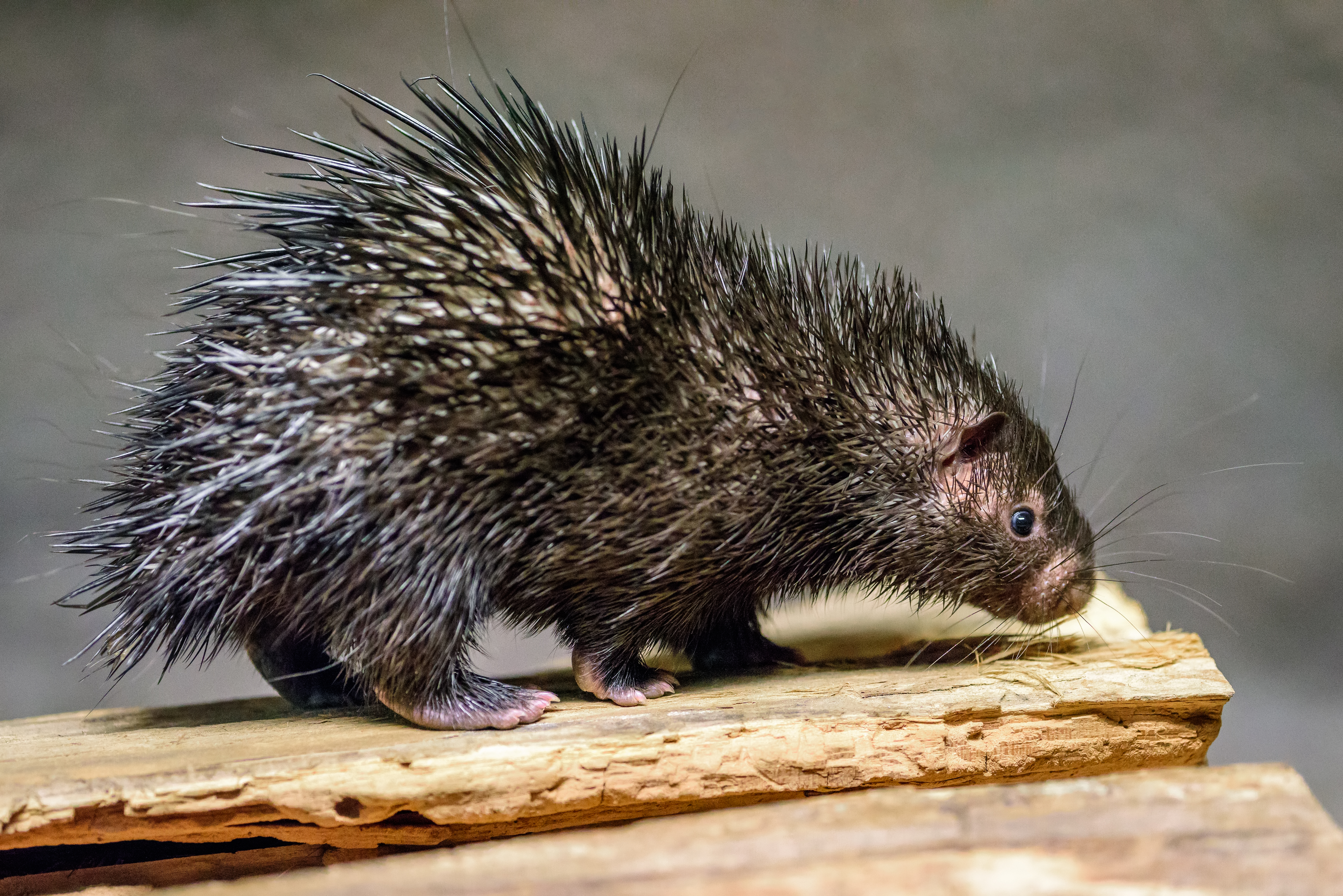
パラワンヤマアラシ
H. pumila (Günther, 1879)

学名：Thecurus Lyon, 1907
Hystrix (Thecurus) は、東南アジアに分布するヤマアラシ属。亜属名の Thecurus（テクルス）は、1907年のマーカス・ウォード・リヨン2世による命名。
‍
ボルネオヤマアラシ
学名：Hystrix (Thecurus) crassispinis (Günther, 1877)

ボルネオヤマアラシは、ボルネオ島（インドネシア、ブルネイ、マレーシア）の固有種。種小名の crassispinis（クラッシスピニス）は、1877年のアルベルト・ギュンターによる命名。
‍
天然林から耕作された区域まで、海抜から標高1,200メートルまでを範囲とする幅広く多様な生息地で見つかる。
‍
パラワンヤマアラシ
学名：Hystrix (Thecurus) pumila (Günther, 1879)

パラワンヤマアラシは、フィリピン（パラワン島、ブスアンガ島）の固有種。種小名の pumila（プミラ）は、1879年のアルベルト・ギュンターによる命名。
‍
大きく攪乱（）された二次林と草原のモザイク地帯、そして二次林と原始林の低地で見つかる。夜行性であり、おもに地上の植物を採餌する。
‍
スマトラヤマアラシ
学名：Hystrix (Thecurus) sumatrae (Lyon, 1907)

スマトラヤマアラシは、スマトラ島（インドネシア）の固有種。種小名の sumatrae（スマトラエ）は、1907年のマーカス・ウォード・リヨン2世による命名。
‍
海抜から標高300メートルまでの島の大半で見つかる。低地林や低木林、攪乱された地帯で見つかる。
‍

### 化石種
化石が発掘されているヤマアラシ属の絶滅種を下記に示す。
学名：Hystrix arayanensis sen, 2001
Hystrix arayanensis（ヒストリクス・アラヤネンシス）は、約870万年〜約533万3,000年前、現在のアフガニスタン付近に生息したヤマアラシ属の一種。タイプ産地はアフガニスタンのカーブル。種小名の arayanensis は、2001年のセブケット・センによる命名。タイプ標本の MNHN MOL-51（ホロタイプ）を含むすべての資料は、フランスの国立自然史博物館に収蔵されている。
‍
学名：Hystrix depereti Sen, 2001
Hystrix depereti（ヒストリクス・デペレティ）は、約724万6,000年〜約258万8,000年前、現在のフランスやイタリア付近に生息したヤマアラシ属の一種。タイプ産地はフランスのペルピニャン。種小名の depereti は、このタイプ産地における地質と動物相を研究したシャルル・デペレに敬意を表した 2001年のセブケット・センによる命名。タイプ標本の MNHN PR-25（ホロタイプ）などは、フランスの国立自然史博物館に収蔵されている。
‍
2003年のデース・ファン・ヴェールスとロレンツォ・ルークの論文は、アルジェリア、イタリア、ギリシャ（サモス島）、スペイン、トルコ、ブルガリア、ポーランドから産出され、これまで H. primigenia と記載されてきた後述の化石種は、本来であれば本種に分類されるべきであるとの見解を示した。
‍
学名：Hystrix paukensis Nishioka & al., 2011
Hystrix paukensis（ヒストリクス・パウケンシス）は、約1,163万年（中新世・後期）〜約360万年前（鮮新世・初期）、現在のミャンマー付近に生息したヤマアラシ属の一種。種小名の paukensis は、2011年の西岡佑一郎らによる命名。タイプ標本の NMMP-KU-IR 0822（ホロタイプ）などは、ミャンマー国立博物館に収蔵されている。
‍
学名：Hystrix primigenia (Wagner, 1848)
Hystrix primigenia（ヒストリクス・プリミゲニア）は、約775万年（MN 11/12）〜約320万年前（MN 15）、現在のアルジェリア、アルバニア、イタリア、インド、北マケドニア、ギリシャ、スペイン、トルコ、ブルガリア、ポーランド、モルドバ、ヨーロッパロシア付近に生息したヤマアラシ属の一種。1848年のヨハン・ワグナーにより Lamprodon primigenius（ラムプロドン・プリミゲニウス）と命名されたが、1867年のアルベール・ゴードリーや1992年のルイ・ドゥ・ボニらによって Hystrix primigenia に再命名された。タイプ産地はギリシャのアッティカ（ピケルミ）。
‍
2012年のディミダル・ゴヴァチェヴによる論文は、 後述の H. suevica を本種のシノニム（同種）とした。
‍
学名：Hystrix refossa (Gervais, 1852)
Hystrix refossa（ヒストリクス・レフォッサ）は、更新世（約258万8,000年～約1万1,700年前）、現在のヨーロッパ、中東、アフリカに生息したヤマアラシ属の一種。種小名の refossa は、1852年のポール・ジェルベーによる命名。現生のヤマアラシよりも大きく、体長は約120センチメートル、体重は最大で約25〜40キログラムと推定される。寿命は最大12年。
‍
学名：Hystrix suevica Schlosser, 1884
Hystrix suevica（ヒストリクス・スエウィカ）は、約1,600万年（MN 5）〜約750万年前（MN 11）、ユーラシア大陸（現在のスペイン、ドイツ、オーストリア付近）に生息したヤマアラシ属の一種。種小名の suevica は、1884年のマックス・シュロッサーによる命名。
‍
1993年のプリニョ・モントヤ・ベヨは、本種が H. primigenia の先祖であるという説を提唱した。
‍
ヤマアラシ属の化石- Hystrix primigenia の化石—国立自然史博物館 (フランス)
- Hystrix refossa の化石—モンテヴァルキ古生物学博物館（イタリア）

## 参考資料
- 川田伸一郎・岩佐真宏・福井 大・新宅勇太・天野雅男・下稲葉さやか・樽 創・姉崎智子・横畑泰志、2018、『世界哺乳類標準和名目録．哺乳類科学 58（別冊）：1–53．』、日本哺乳類学会分類群名・標本検討委員会 doi:10.11238/mammalianscience.58.S1